# Université de Pécs
L'université de Pécs (hongrois : Pécsi Tudományegyetem, prononcé [ˈpe:tʃi ˈtudoma:ɲɛɟɛtɛm], PTE) est une université hongroise fondée en 1912. Elle est l'héritière de l'université royale hongroise Élisabeth (Magyar Királyi Erzsébet Egyetem) (1912-1948), originellement située à Pozsony (aujourd'hui Bratislava), en Haute Hongrie ; devenue l'université de Pécs (Pécsi Tudományegyetem) (1948-1975) et l'université Janus Pannonius (Janus Pannonius Tudományegyetem) (1975-2000). En 1995, celle-ci accueille en son sein l'École supérieure d'études spécialisées Mihály Pollack (Pollack Mihály Műszaki Főiskola). En 2000, l'université fusionne avec l'université de médecine de Pécs (Pécsi Orvostudományi Egyetem), l'École supérieure de formation des professeurs Gyula Illyés (Illyés Gyula Tanárképző Főiskola) de Szekszárd et reprend la dénomination d'université de Pécs.
L'université de Pécs est l'héritière officieuse de l'établissement fondé dans la même ville en 1367 par Louis I de Hongrie, sous le nom de Studium Generale, ce qui en fait par extension la plus vieille université de Hongrie et l'une des plus anciennes d'Europe.

## Personnalités liées à l'université
- Attila L. Borhidi (1932- ), botaniste, écologue, professeur des universités
- Alexandra Dobolyi (1971-), personnalité politique hongroise
- György Enyedi (1930-2012), géographe, professeur des universités
- Endre Fülei-Szántó (1924-1995), linguiste, philologue, professeur des universités
- Nemam Ghafouri (1968-2021), médecin, organisatrice d'aide humanitaire
- Ferenc Gyurcsány (1961- ), économiste, homme politique
- Ferenc Mádl (1931-2011), juriste, homme politique
- László Sólyom (1942- ), juriste, homme politique
- Katalin Szili (1956- ), juriste, homme politique